# Trzęśniew (gromada)
Trzęśniew – dawna gromada, czyli najmniejsza jednostka podziału terytorialnego Polskiej Rzeczypospolitej Ludowej w latach 1954–1972.
Gromady, z gromadzkimi radami narodowymi (GRN) jako organami władzy najniższego stopnia na wsi, funkcjonowały od reformy reorganizującej administrację wiejską przeprowadzonej jesienią 1954 do momentu ich zniesienia z dniem 1 stycznia 1973, tym samym wypierając organizację gminną w latach 1954–1972.
Gromadę Trzęśniew z siedzibą GRN w Trzęśniewie utworzono – jako jedną z 8759 gromad na obszarze Polski – w powiecie kolskim w woj. poznańskim, na mocy uchwały nr 24/54 WRN w Poznaniu z dnia 5 października 1954. W skład jednostki weszły obszary dotychczasowych gromad Dąbrowice Stare, Gąsiorów, Trzęśniew, Tury i Wakowy ze zniesionej gminy Kościelec w tymże powiecie. Dla gromady ustalono 19 członków gromadzkiej rady narodowej.
Gromadę zniesiono 1 stycznia 1962, a jej obszar włączono do gromady Kościelec w tymże powiecie.